# Día de los geólogos

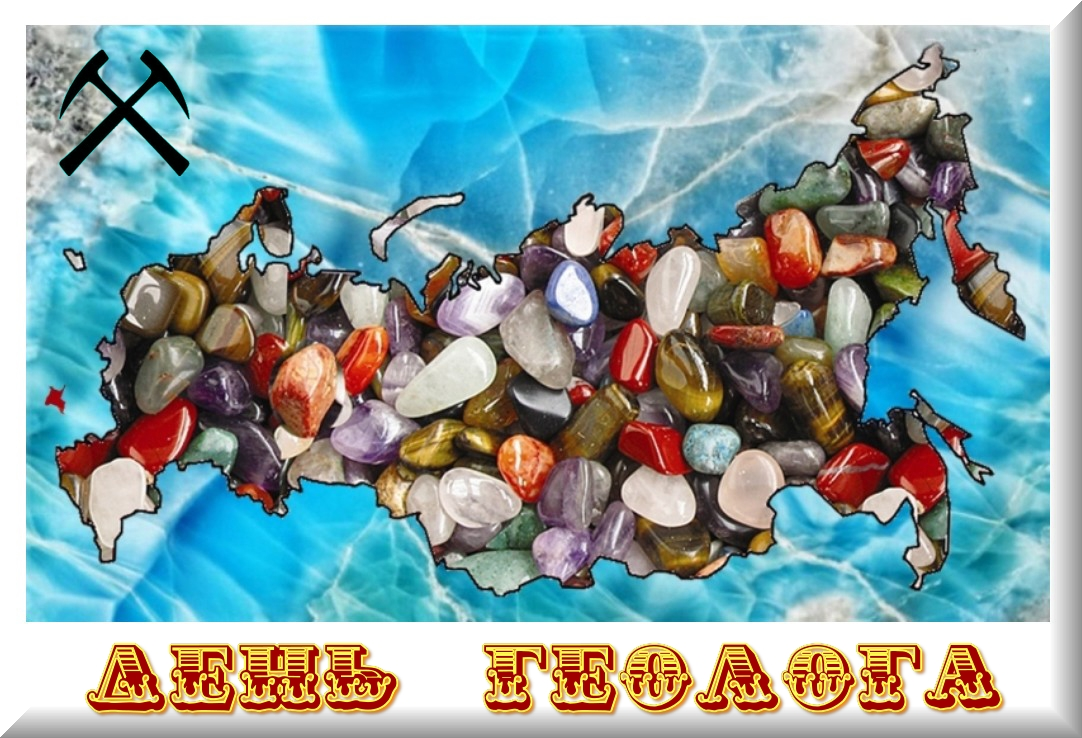
Póster celebrando el Día del geólogo en Rusia.

El Día de los geólogos o Día del geólogo es una fiesta profesional de los especialistas relacionados con las ciencias y especialidades geológicas. Se celebraba anualmente el primer domingo de abril desde 1966 en la URSS, y se sigue celebrando en algunos países de la antigua URSS, así como en otras naciones del mundo.

## Historia
La fiesta fue establecida por el decreto del Presidium del Soviet Supremo de la URSS de 31 de marzo de 1966 para conmemorar los méritos de los geólogos soviéticos en la creación de la base de recursos minerales del país. La festividad cae el primer domingo de abril, que se asocia con el inicio de los preparativos para el trabajo de verano y las reuniones de expediciones.
Los iniciadores del llamamiento para crear la fiesta fueron los geólogos soviéticos encabezados por el académico A. L. Yanshin. El motivo de la fiesta fue el descubrimiento de los primeros yacimientos de petróleo y gas en la llanura de Siberia Occidental en 1966.

## Actos festivos
La fecha de la fiesta -el primer domingo de abril- se eligió porque el final del invierno marca el comienzo de los preparativos para el trabajo de campo y las expediciones de verano.
Tradicionalmente, en esta época los geólogos premian a los empleados distinguidos y celebran actos festivos.
El Día del geólogo se celebra en casi todas las organizaciones geológicas y mineras de la antigua Unión Soviética, por ejemplo: Bielorrusia, Kazajistán, Kirguistán, Rusia, Ucrania.